# انرژی هسته‌ای

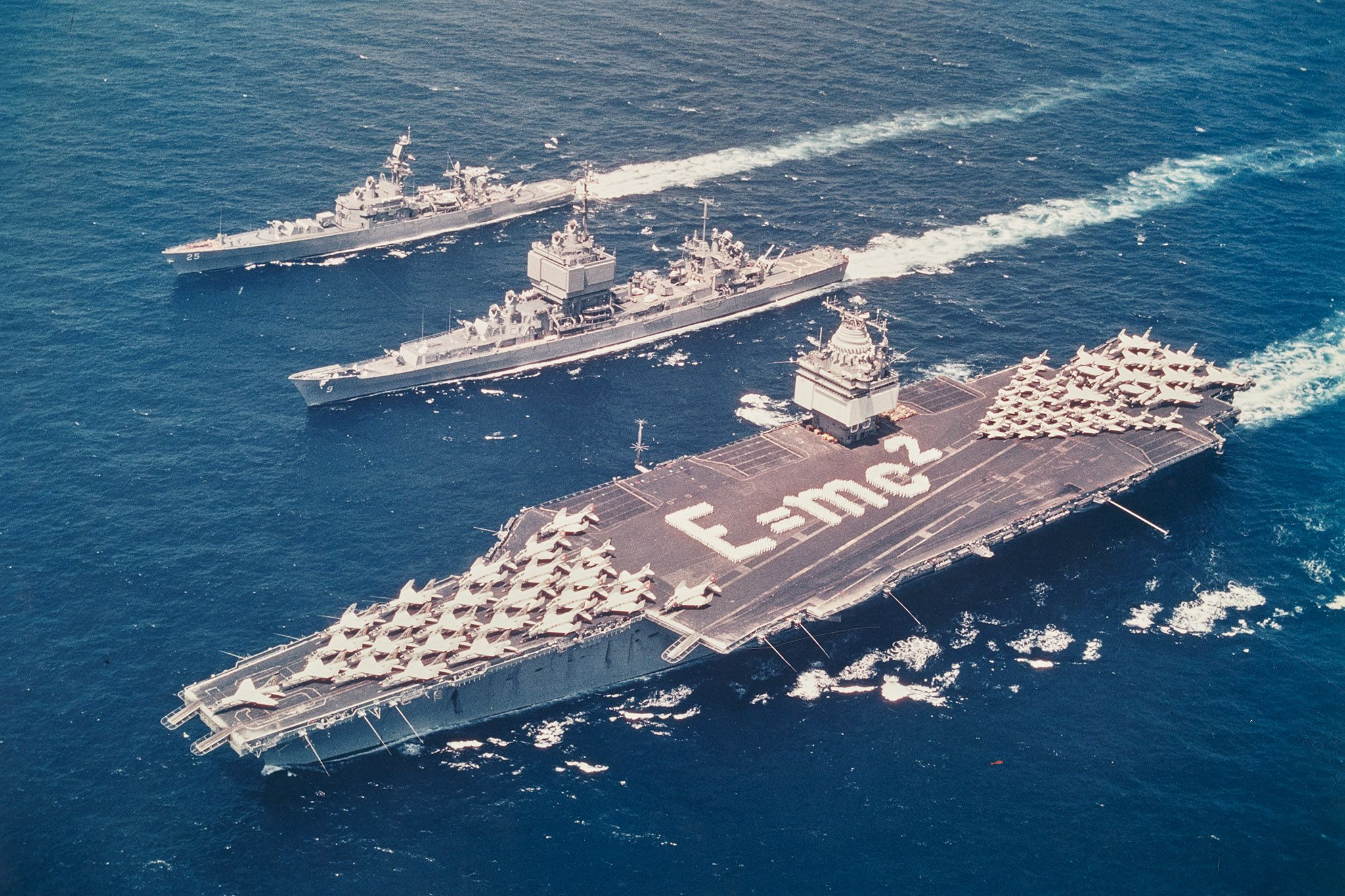
کشتیهای هسته‌ای آمریکایی، (از بالا به پایین) رزم‌ناوهای یواس‌اس بینبریج، یواس‌اس لانگ بیچ و یواس‌اس اینترپرایز، طولانی‌ترین کشتی دریایی، و اولین ناو هواپیمابر هسته‌ای. این عکس در سال ۱۹۶۴، هنگام شکستن رکورد سفر دریایی به اندازهٔ ۲۶۵۴۰ مایل دریایی انگلیس (۴۹۱۹۰ کیلومتر) دور جهان، در ۶۵ روز و بدون سوخت‌گیری گرفته شد. خدمه به گونه‌ای در عرشهٔ کشتی آرایش گرفته‌اند که هم‌ارزی جرم و انرژی اینشتین را نشان می‌دهند.

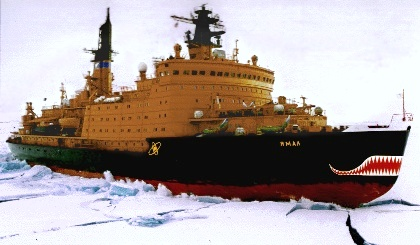
یخ‌شکن هسته‌ای روسی به نام یامال در یک سفر علمی مشترک با بنیاد ملی علوم در ۱۹۹۴.

انرژی هسته‌ای (به انگلیسی: Nuclear Energy) عبارت است از بهره‌گیری از فرایندهای هسته‌ای حرارت‌زا برای پدیدآوری گرما و الکتریسیته مفید. این واژه شامل شکافت هسته‌ای، پرتوزایی و همجوشی هسته‌ای می‌باشد. امروزه، شکافت هسته‌ای عناصر دستهٔ آکتینیدها در جدول تناوبی بیشتر انرژی هسته‌ای مورد نیاز بشر را با استفاده از فرایندهای پرتوزایی تولید می‌کند، که در درجهٔ اول به شکل انرژی زمین گرمایی و مولد گرما-الکتریکی ایزوتوپی نیاز انسان را برطرف می‌سازد. نیروگاه‌های هسته‌ای، جدا از سهمی که در فراهم سازی رآکتورهای شکافت هسته‌ای نیروهای دریایی دارند، حدود ۵٫۷ درصد انرژی جهان و ۱۳ درصد الکتریسیته جهان را در سال ۲۰۱۲ تأمین می‌کردند. در سال ۲۰۱۳، آژانس بین‌المللی انرژی اتمی گزارش داد که ۴۳۷ رآکتور هسته‌ای فعال در ۳۱ کشور وجود دارد اگرچه تمام رآکتورها الکتریسیته تولید نمی‌کنند. به علاوه، کم و بیش ۱۴۰ کشتی دریایی وجود دارد که با استفاده از حدوداً ۱۸۰ رآکتور، نیرو محرکهٔ هسته‌ای آنان را تأمین می‌کنند. پس از ۲۰۱۳، رسیدن به افزوده خالص انرژی به وسیلهٔ همجوشی هسته‌ای پایدار، به استثنای منابع انرژی همجوشی مانند خورشید، فضایی مداومی برای تحقیقات فیزیکی و مهندسی ایجاد کرده است. انرژی هسته‌ای نوعی انرژی است که توسط واپاشی هسته‌ای، شکافت هسته‌ای، یا گداخت هسته‌ای تولید شده و اساس آن را می‌توان با معادلهٔ ΔE = Δm.c² توصیف کرد.
در هر اتمی، ذراتی از انرژی نهفته که اجزای مختلف اتم نیز به وسیلهٔ همان بهم پیوند یافته است لذا هسته اتم منبعی از انرژی به‌شمار می‌رود که با شکافت اتم این انرژی رها می‌شود. انرژی نهفته در هسته اتم‌های برخی از عناصر (مانند اورانیوم) می‌تواند با آزاد شدن، همان کاری را بکند که سوزاندن مقدار زیادی نفت و گاز انجام می‌دهد که البته سوزاندن نفت و گاز، مشکلات زیست‌محیطی ایجاد کرده و مقدار زیادی گاز گلخانه‌ای تولید می‌کند.

شکافت و همجوشی را می‌توان با این نمودار انرژی بستگی هسته توصیف کرد.

مذاکرات انرژی هسته‌ای به‌طور مداوم وجود دارد. حامیانی چون سازمان هسته‌ای جهانی، آژانس بین‌المللی انرژی اتمی و طرفداران محیط زیست انرژی هسته‌ای مدعی هستند که انرژی اتمی، یک منبع انرژی ایمن و پایدار است که تولید کربن را کاهش می‌دهد. مخالفانی چون سازمان جهانی صلح سبز و اطلاعات و منابع خدمات هسته‌ای، بر این باورند که انرژی هسته‌ای خطر بزرگی برای انسان و محیط زیست محسوب می‌شود.
حوادث و اتفاقات هسته‌ای و تابشی شامل حادثه چرنوبیل (۱۹۸۶)، حادثه اتمی فوکوشیما ۱ (۲۰۱۱) و حادثه تری مایل آیلند (۱۹۷۹)، می‌باشد. تاکنون چندین حادثهٔ زیر آبی نیز اتفاق افتاده است. بررسی از دست دادن حیات به ازای هر واحد انرژی تولید شده، نشان می‌دهند که انرژی هسته‌ای، مرگ و میر کمتری نسبت به دیگر منابع اصلی انرژی، ایجاد می‌کند. انرژی حاصل از زغال‌سنگ، نفت، گاز طبیعی و انرژی آبی به ازای واحد انرژی تولید شده، به علت آلودگی هوا و حوادث انرژی مرگ و میر بیشتری ایجاد می‌کنند. هزینهٔ انسان برای تخلیهٔ جمعیت‌های تحت تأثیر معیشت‌های از دست رفته، بسیار گزاف است.
همراه سایر منابع انرژی پایدار، انرژی هسته‌ای، روش تولید انرژی کم‌کربن برای ایجاد الکتریسیته است، که در مقایسه با انتشار گازهای گلخانه‌ای در هر واحد از انرژی تولید شده، شبیه سایر منابع تجدید پذیر است. بدین ترتیب، از زمان آغاز تجاری‌سازی نیروگاه‌های هسته‌ای در دههٔ ۱۹۷۰، از تولید ۶۴ گیگاتن کربن دی‌اکسید معادل، جلوگیری شده است.
بعد از سال ۲۰۱۲، بر اساس گزارش‌ها آژانس بین‌المللی انرژی اتمی، ۶۸ رآکتور هسته‌ای در ۱۵ کشور در حال ساخت بود و تقریباً ۲۸ عدد از آن‌ها با جدیدترین رآکتورهای هسته‌ای، به جمهوری خلق چین تعلق داشت. آن‌ها بعد از ماه مه ۲۰۱۳، به تورین برقی متصل شدند. این ماجرا در ۱۷ فوریهٔ ۲۰۱۳ در نیروگاه هسته‌ای هنگیان در چین اتفاق افتاد. در ایالات متحده دو رآکتور نسل سه جدید در وگتل در حال ساخت هستند. مقامات عالی رتبهٔ صنعت هسته‌ای ایالات متحده انتظار دارند تا سال ۲۰۲۰، ۵ رآکتور جدید وارد تمام نیروگاه‌های موجود شوند. در سال ۲۰۱۳، رآکتورهای چهار ساله و غیر رقابتی، برای همیشه از رده خارج شدند.
حادثهٔ اتمی فوکوشیما ۱ ژاپن، در سال ۲۰۱۱، که در رآکتوری اتفاق افتاد که در دههٔ ۱۹۶۰ طراحی شده بود، یک بازرسی دوباره برای امنیت و ایمنی هسته‌ای و سیاست انرژی هسته‌ای در بسیاری از کشورها، ایجاد کرد. آلمان تصمیم گرفته است که تا سال ۲۰۲۲ تمام رآکتورهای خود را غیرفعال کند و ایتالیا نیز انرژی هسته‌ای را تحریم کرده است. پس از واقعهٔ فوکوشیما در سال ۲۰۱۱، آژانس بین‌المللی انرژی اتمی تصمیم گرفته است که ظرفیت تولید انرژی هسته‌ای را تا سال ۲۰۳۵ به نصف کاهش دهد.

## تاریخ‌های کاربرد

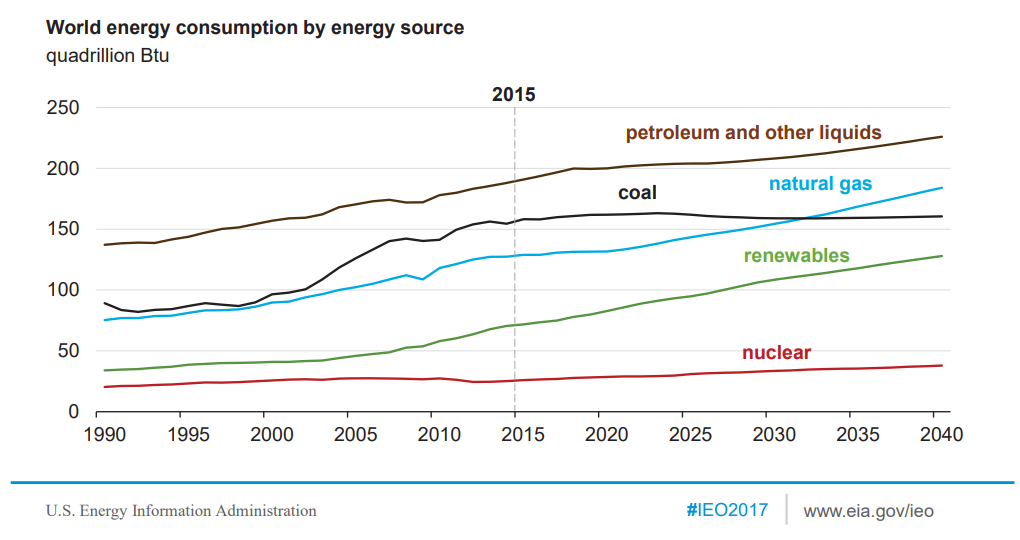
تاریخچه و طرح استفادهٔ جهانی از منابع انرژی، ۱۹۹۰–۲۰۳۵، منبع: چشم‌انداز بین‌المللی انرژی، سازمان اطلاعات انرژی.

ظرفیت و تولید انرژی هسته‌ای، ۱۹۸۰ تا ۲۰۱۰ (سازمان اطلاعات انرژی).

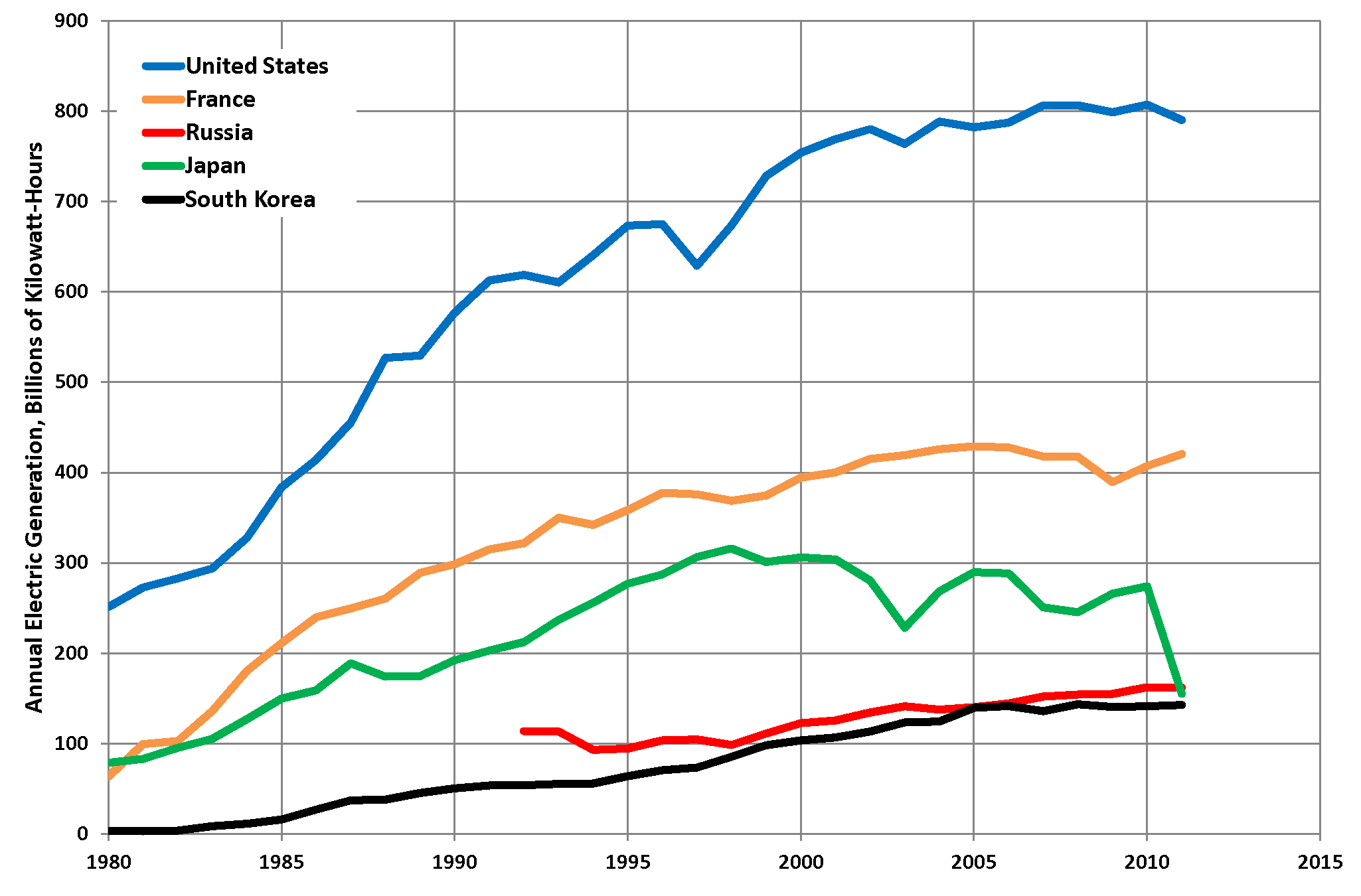
روند رشد در ۵ کشور برتر در زمینهٔ تولید انرژی هسته‌ای (داده‌های سازمان اطلاعات انرژی ایالات متحده).

وضعیت جهانی انرژی هسته‌ای (برای اطلاعات بیشتر کلیک کنید)

درصد برق تولید شده به وسیلهٔ نیروگاه‌های هسته‌ای

آژانس بین‌المللی انرژی اتمی اعلام کرد که در سراسر جهان، ۴۳۹ رآکتور انرژی هسته‌ای وجود دارد که در ۳۱ کشور فعالیت می‌کنند. اما اکنون، در پی فاجعهٔ هسته‌ای فوکوشیما، در طی ارزیابی‌ها بسیاری از فعالیت‌ها متوقف شده‌اند. در سال ۲۰۱۱ تولید انرژی هسته‌ای در جهان به اندازهٔ ۴٫۳ درصد کاهش یافت که این مقدار، پس از کاهش شدید در ژاپن (۴۴٫۳- درصد) و آلمان (۲۳٫۳- درصد) بیشترین مقدار بود.
پس از آغاز تجاری شدن انرژی هسته‌ای در اواسط دهه ۱۹۵۰، سال ۲۰۰۸ نخستین سالی بود که هیچ نیروگاه هسته‌ای جدیدی به شبکهٔ جهانی افزوده نشد، اگرچه در سال ۲۰۰۹ دو نیروگاه جدید ساخته شد.
تولید سالانهٔ انرژی هسته‌ای از سال ۲۰۰۷ به بعد، در سراشیبی نسبتاً ملایمی قرار گرفته است، به‌طوری‌که در سال ۲۰۰۹، ۱٫۸ درصد کاهش یافت و به ۲۵۵۸ تریلیون وات ساعت رسید که قادر بود ۱۳–۱۴ درصد تقاضای الکتریسیتهٔ جهان را تأمین کند. یکی از عوامل اصلی کاهش میزان انرژی هسته‌ای پس از ۲۰۰۷، تعطیلی طولانی مدت رآکتورهای موجود در نیروگاه هسته‌ای کاشیوازاکی کاریوا در اثر زمین‌لرزه دورکران چووتسو بود.
ایالات متحده با تأمین ۱۸٫۶ درصد الکتریسیتهٔ مصرفی، بیشترین انرژی هسته‌ای را تولید می‌کند، در حالی که فرانسه بالاترین درصد انرژی (۸۰ درصد) را به وسیلهٔ رآکتورهای هسته‌ای تولید می‌سازد. در سراسر اتحادیه اروپا، انرژی هسته‌ای ۳۰ درصد الکتریسیته را تأمین می‌کند. سیاست انرژی هسته‌ای بین کشورهای اتحادیه اروپا متفاوت است، و برخی مانند استرالیا، استونی، ایرلند و ایتالیا هیچ نیروگاه هسته‌ای فعالی ندارند. در مقابل، فرانسه تعداد زیادی از این نیروگاه‌ها، به همراه ۱۶ نیروگاه چند واحدی در اختیار دارد.
در ایالات متحده در حالی که برنامه‌ریزی شده است که در سال ۲۰۱۳، ارزش صنعت الکتریسیتهٔ گاز و زغال‌سنگ، به ۸۵ میلیارد دلار برسد، ارزش ژنراتورهای هسته‌ای ۱۸ میلیارد دلار پیش‌بینی شده است.
بسیاری از کشتی‌های نظامی و غیرنظامی (مانند یخ‌شکن)، از نیرو محرکهٔ هسته‌ای دریای استفاده می‌کنند، که نوعی نیروی محرکه است. چند سفینهٔ فضایی نیز به وسیلهٔ رآکتورهای هسته‌ای ارتقا یافته، پرتاب شده‌اند: ۳۳ رآکتور متعلق به سری ررست شوروی و یکی متعلق به اسنپ-۱۰آ آمریکایی بود.
تحقیقات بین‌المللی در زمینهٔ توسعهٔ امنیت ادامه دارد، از جمله می‌توان به نیروگاه‌های ایمن غیرفعال، استفاده از همجوشی هسته‌ای و استفاده‌های اضافی از فرایند گرمایش مانند شکافت آب (در حمایت از اقتصاد هیدروژن)، برای نمک‌زدایی آب دریا و استفاده در سیستم گرمایی ناحیه‌ای اشاره کرد.

### استفاده در فضا
هم شکافت و هم همجوشی با تولید سرعت بالاتر با حجم عکس‌العمل کمتر، در پیشرانش فضایی نقش مهمی ایفا می‌کنند. علت آن چگالی انرژی بالاتر رآکتورهای هسته‌ای است: حدوداً ۱۰ به قوهٔ ۷ برابر نیرومندتر از عکس العمل‌های شیمیایی است که نیروی موشک‌های فعلی را تأمین می‌کنند.
جهان در اتم هست.

## تاریخچه
تعقیب انرژی هسته‌ای به منظور استفاده از آن برای تولید انرژی الکتریکی پس از کشف این موضوع در قرن ۲۰ام میلادی آغاز شد که عناصر پرتوزا مانند رادیوم، بر اساس هم‌ارزی جرم و انرژی مقدار زیادی انرژی آزاد می‌کنند. اما، کنترل این انرژی نشدنی بود، زیرا طول عمر عناصر پرتوزا، به دلیل طبیعتشان، خیلی کم بود. (شدت انرژی آزاد شده با نیمه‌عمر عناصر نسبت عکس دارد). اما رؤیای مهار کردن انرژی اتمی، اندکی بلندپروازانه بود، حتی با این وجود که پدران فیزیک هسته‌ای، از جمله ارنست رادرفورد آن را «مهتاب» خوانده بودند. این شرایط بعدها و با کشف شکافت هسته‌ای تغییر کرد.
در اواخر
سال ۱۹۳۲، جیمز چادویک نوترون را کشف کرد، که به دلیل نداشتن بار الکتریکی، به عنوان ابزاری بالقوه برای آزمایش‌های هسته‌ای شناخته شد. بمباران مواد با نوترون‌ها به فردریک ژولیو کوری و ایرن ژولیو-کوری کمک کرد تا در سال ۱۹۳۴، رادیواکتیویته مصنوعی را کشف کنند، که سبب شد تا عناصری مانند رادیوم، با قیمت بسیار کمتری نسبت به رادیوم طبیعی، تولید شوند. انریکو فرمی، در ادامهٔ راه آنها، طی تحقیقاتی در دههٔ ۱۹۳۰، بر روی کند کردن نوترونها به منظور افزایش تأثیر رادیواکتیویته مصنوعی تمرکز کرد. آزمایش بمباران اورانیوم با نوترون‌ها سبب شد که فرمی عنصر جدیدی ایجاد کند که عدد اتمی آن بیشتر از اورانیوم و نامش پلوتونیوم بود.
اما در سال ۱۹۳۸، شیمیدانهای آلمانی، اتو هان و فریتس اشتراسمان، به همراه فیزیکدان استرالیایی، لیزه مایتنر و خواهر زاده‌اش اوتو رابرت فریش، برای بررسی گفته‌های فرمی، آزمایش‌هایی را بر روی محصولات بمباران نوترونی اورانیوم انجام دادند. آن‌ها نشان دادند که برخلاف گفتهٔ فرمی، نوترون‌های نسبتاً کوچک، هسته‌های سنگین اتم‌های اورانیوم را به دو قسمت نسبتاً مساوی تقسیم می‌کنند. این یک نتیجهٔ بسیار شگفت‌انگیز بود: تمام سایر شکل‌های فروپاشی هسته‌ای، تنها شامل تغییرات کوچکی در جرم هسته بودند، در حالی که این فرایند، در بر دارندهٔ یک گسستگی کامل بود. دانشمندان متعددی از جمله لیو زیلارد معتقد بودند که اگر عکس العمل‌های شکافت، نوترون‌های اضافی آزاد می‌کرد، یک واکنش زنجیره‌ای هسته‌ای خود به خودی ایجاد می‌شد. هنگامی که فردریک ژولیو کوری این موضوع را در سال ۱۹۳۹ مطرح کرد، دانشمندان در بسیاری از کشورها (از جمله ایالات متحده، بریتانیا، فرانسه، آلمان و شوروی) دولت‌های خود را متقاعد ساختند تا قبل از آغاز جنگ جهانی دوم، به منظور به دست آوردن بمب هسته‌ای، از آن‌ها در تحقیقات شکافت هسته‌ای حمایت کنند.
در ایالات متحده، جایی که فرمی و زیلارد، هر دو مهاجر بودند، اولین رآکتور ساخت بشر با نام شیکاگو پایل-۱ اختراع شد که در دوم دسامبر ۱۹۴۲ به حالت بحرانی رسید. این کار به بخشی از پروژه منهتن تبدیل شد که غنی‌سازی اورانیوم را ایجاد کرد و رآکتورهای بزرگی را برای تولید پلوتونیوم به منظور استفاده در اولین جنگ‌افزارهای هسته‌ای ساخت، همان جنگ‌افزارهایی که بر سر شهرهای هیروشیما و ناگازاکی فرود آمد.

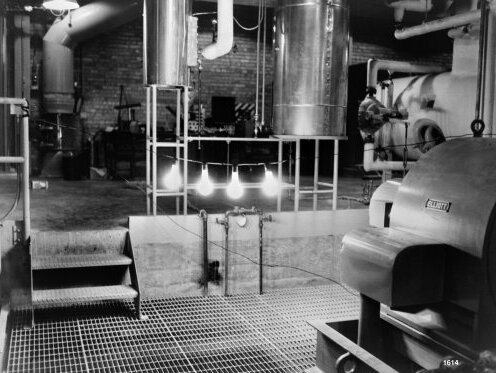
اولین لامپ‌هایی که با برق تولید شده توسط انرژی هسته‌ای در رآکتور آزمایشگاهی بریدر ۱ در آزمایشگاه ملی آرگون به تاریخ ۲۰ دسامبر ۱۹۵۱، روشن شدند.

به‌طور غیرمنتظره، هزینه‌های بالای برنامهٔ جنگ‌افزارهای هسته‌ای، به همراه رقابت با شوروی و تمایل به گسترش دموکراسی در سرتاسر جهان، فشاری بر روی مقامات فدرال وارد ساخت تا صنعت انرژی هسته‌ای غیرنظامی را توسعه دهند تا بتواند به توجیه مصرف‌های قابل توجه دولت کمک کند. در سال ۱۹۴۵، کتاب جیبی عصر اتمی ندا داد که انرژی اتمی وارد اشیای روزمره شده و در آینده، سوخت‌های فسیلی نا کارآمد خواهند شد. نویسندهٔ علمی، دیوید دیاز، بیان کرد که در آینده زمانی فرا خواهد رسید که به جای دو یا سه بار پر کردن باک اتوموبیل در هفته، می‌توان به وسیلهٔ یک ساچمهٔ اتمی به اندازهٔ قرض جوشان ویتامین، به مدت یک سال رانندگی کرد. گلن سیبورگ رئیس سابق کمیسیون انرژی اتمی نوشت، «در آینده، شاتل‌های زمین به ماه هسته‌ای، مصنوعات هسته‌ای، استخرهای شنای گرمایشی به وسیلهٔ پلوتونیوم و غیره به وجود خواهد آمد.»
بریتانیا، کانادا و اتحاد جماهیر شوروی در اواخر دههٔ ۱۹۴۰ و اوایل دههٔ ۱۹۵۰ پا به این عرصه نهادند. برای اولین بار، در بیستم دسامبر ۱۹۵۱، حدود ۱۰۰ کیلو وات الکتریسیته به وسیلهٔ یک رآکتور هسته‌ای در نیروگاه رآکتور آزمایشگاهی بریدر ۱ نزدیک آرکو، ایداهو تولید شد. همچنین در ایالات متحده، با تست یک رآکتور توسعه یافته در ۱۹۵۳، تحقیقاتی بر روی نیرو محرکه هستهای دریایی صورت گرفت. در سال ۱۹۵۳، رئیس‌جمهور وقت ایالات متحده، دوایت آیزنهاور سخنرانی خود را با موضوع اتم برای صلح، با تأکید بر نیاز فوری به توسعهٔ استفادهٔ صلح‌آمیز از انرژی هسته‌ای، در سازمان ملل ارائه کرد. این موضوع با اصلاحات فعالیت انرژی اتمی در ۱۹۵۴ ادامه یافت و سبب ساختارشکنی سریع تکنولوژی رآکتور ایالات متحده و توسعهٔ بخش خصوصی شد.

## نیروگاه انرژی هسته‌ای

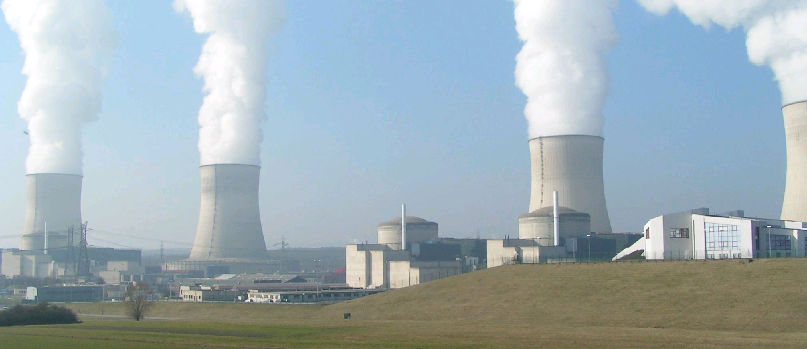
برخلاف نیروگاه‌های سوخت فسیلی تنها ماده‌ای که برج‌های خنک‌کنندهٔ نیروگاه‌های هسته‌ای را ترک می‌کند، بخار آب است و بنابرین سبب آلودگی هوا یا گرمایش زمین نمی‌شود.

همان‌طور که اکثر نیروگاه‌های حرارتی با مهار انرژی حرارتی آزاد شده از سوخت‌های فسیلی برق تولید می‌کنند، نیروگاه‌های انرژی هسته‌ای نیز انرژی آزاد شده از هستهٔ اتم‌ها در فرایند شکافت هسته‌ای درون رآکتور هسته‌ای را مورد استفاده قرار می‌دهند. گرمای هستهٔ رآکتور، به وسیلهٔ یک سیستم سرمایشی دفع می‌شود و با استفاده از این گرما، توربین بخار متصل به ژنراتور، به منظور تولید الکتریسیته به حرکت در می‌آید.

## کیک زرد
پس از استخراج سنگ معدن تکه سنگ‌ها به آسیاب فرستاده می‌شود تا به خوبی خرد شده و خرده سنگ‌هایی با ابعاد یکسان تولید می‌شود. اورانیم توسط اسید سولفوریک از دیگراتم‌ها جدا می‌شودعلم شیمی و محلول حاصل که دارای اورانیم است، تصفیه و خشک می‌شود. محلول به دست آمده، کنستانترهٔ جامد اورانیم است که به آن کیک زرد گفته می‌شود.

## تبدیل
کیک زرد جامد است، ولی برای استفاده در مرحلهٔ بعد یعنی غنی سازی، از فناوری ویژه‌ای استفاده می‌شود تا بتوان آن را تبدیل به گاز uf6یا همان هگزا فلورید تبدیل کنیم. uf6 در دمای اتاق جامد است اما در دمایی نه چندان بالا به صورت مایع در می‌آید.

## غنی‌سازی
برای آن که گاز uf6 به دست آمده از مرحلهٔ تبدیل، به عنوان سوخت هسته‌ای مورد استفاده قرار بگیرد، باید ایزوتوپ قابل شکافت آن را غنی کرد. برای یک رآکتور آب سبک سوختی با ۵ درصد اورانیم ۲۳۵ نیاز است، در حالی که برای ساخت یک بمب اتمی باید حداقل۹۰ درصد غنی شده باشد. در حال حاضر دو روش برای غنی‌سازی اورانیم وجود دارد :
انتشار گاز (فیزیکی)
استفاده از نیرو ی گریز از مرکز (سانتریفیوژ)
در روش جدا کردن به وسیلهٔ سانتریفیوژ، گاز uf6 طبیعی را به زن‌هایی استوانه‌ای تزریق می‌کنند و گاز را با سرعت زیادی می‌چرخانند، نیروی گریز از مرکز باعث می‌شود مولکول‌های سنگین تر گاز uf6های سبک‌تر جدا شود. امروزه فناوری غنی‌سازی جدید تری نیز توسعه یافته است که با استفاده از کاربردهای لیزر غنی‌سازی را انجام می‌دهد.

## زباله‌های هسته‌ای
در هر هشت مگاوات ساعت، انرژی الکتریکی تولید شده در نیروگاه هسته‌ای ۳۰ گرم زبالهٔ رادیو اکتیوی به وجود می‌آید. اگر چه مقدار آن بسیار کم است اما بسیار مادهٔ خطرناکی است و دفع آن نیز به شیوهٔ صحیح ودرست به مراتب از سوخت‌های دیگر پر هزینه تر می‌باشد.